# Ambasadorowie Francji w Rosji
Rosja była we Francji długo postrzegana, jako kraj wrogi. Dopiero gdy na początku XVIII wieku Imperium Rosyjskie wzrosło w siłę, a dotychczasowy tradycyjny sojusznik francuski (Szwecja) słabł, Francuzi uznali tamtejsze placówki za jedne z najważniejszych placówek dyplomatycznych Francji.

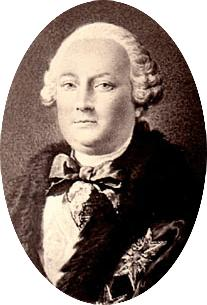
Jacques-Joachim Trotti, markiz de La Chétardie]
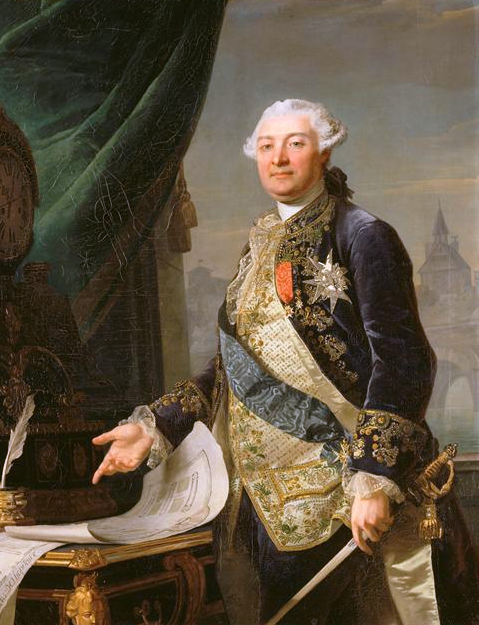
Louis Auguste Le Tonnelier de Breteuil

## XVIII wiek
- 1702–1713 Jean-Casimir Baluze
- 1713 Levisson (pojedyncza misja handlowa)
- 1721 de Campredon (min.plen.)
- 1727–1733 Magnan (chargé d’affaires)
- 1734 Édouard Salomon Fonton de l'Etang-la-Ville (env.)
- 1739–1743 Jacques-Joachim Trotti, markiz de La Chétardie
- 1743–1747 de Saint-Sauveur (konsul)
- 1755 kawaler Douglas (pojedyncza misja)
- 1757 Paul-Gallucio, markiz de L’Hospital (amb.extr.et plen.)
- 1760–1764 Louis Auguste Le Tonnelier de Breteuil
- 1772–1774 François-Michel Durand de Distroff
- 1774 Charles-Louis Le Clerc, markiz de Juigné
- 1782–1784 Charles Olivier de Saint-Georges, markiz de Vérac
- 1785–1789 Louis Philippe de Ségur
- 1790–1791 René Eustache d’Osmond (amb.)
- 1789–1792 Edmond-Charles Genêt (Chargé d’affaires )

## XIX wiek
- 1807–1811 Armand Caulaincourt
- 1811–1812 Jacques Alexandre Law de Lauriston
- 1814 Achille Charles Victor de Noailles, hrabia de Noailles
- 1828–1830 Casimir Louis Victurnien de Rochechouart de Mortemart
- 1832 książę de Trévise
- 1835 Prosper Brugière de Barante
- 1849–1851 Adolphe Emmanuel Charles Le Flô (wygnany w 1851)
- 1858 Louis Napoléon Lannes
- 1869 Emile Felix Fleury
- 1870–1879 Adolphe Emmanuel Charles Le Flô (ponownie)
- 1879–1882 Antoine Chanzy
- 1883 Benjamin Jaurès
- 1891 Gustave Lannes de Montebello

## XX wiek
- 1914–1917 Maurice Paléologue
- 1924-? J.Erbet (?)
- 1933–1936 Charles Alphand
- 1936–1939 Robert Coulondre
- 1939–1940 Paul-Émile Naggiar
- 1940–1941 Eirik Labonne
- 1941–1942 Gaston Bergery
- 1945–1948 Georges Catroux
- 1952–1955 Louis Joxe
- 1955–1964 Maurice Dejean
- 1964–1966 Philippe Baudet
- 1966–1968 Оlivier Wormser
- 1968–1973 Roger Seydoux
- 1973–1976 Jacques Vimont
- 1976–1979 Bruno de Leusse
- 1979–1981 Henri Froment-Meurice
- 1981–1984 Claude Arnaud
- 1985–1986 Jean-Bernard Raimond
- 1986–1988 Yves Pagniez
- 1989–1991 Jean-Marie Mérillon
- 1991–1992 Bertrand Dufourcq
- 1992–1996 Pierre Morel
- 1996–2000 Hubert Colin de Verdière

## XXI wiek
- 2002–2003 Claude-Marie Blanchemaison
- 2003–2006 Jean Cadet
- 2006–2009 Stanislas Lefebvre de Laboulaye
- 2009- Jean de Gliniasty